# Pont Mirabeau
De Pont Mirabeau is een brug over de Seine in Parijs, die de Rue de la Convention in het 15e en de Rue de Rémusat in het 16e arrondissement met elkaar verbindt. De brug is genoemd naar Honoré Gabriel de Riqueti, graaf van Mirabeau. Sinds 1975 staat de brug op de Franse monumentenlijst.
Het 15e arrondissement ligt aan de linkeroever, het 16 arrondissement aan de rechteroever van de Seine.
De centrale overspanning van de brug is 93 m lang, de twee andere overspanningen beide 32,4 m. De twee pijlers stellen schepen voor, bij de rechteroever een schip dat de Seine afvaart en bij de linkeroever een schip dat de Seine opvaart. Op de pijlers staan beelden van de kunstenaar Jean Antoine Injalbert.
Waar de Pont Mirabeau de Seine overgaat, ligt aan weerszijden van de rivier een boulevard. Aan de linkeroever ligt tussen de brug en de boulevard nog een spoorlijn, die dieper dan de boulevard ligt. Station Javel ligt op de plaats waar de brug over het spoor gaat. Metrostation Javel - André Citroën ligt daar ook, aan de overkant van de boulevard.
Aan de andere kant van de Seine, aan de rechteroever gaat een trap naar beneden naar de kade.

## Geschiedenis
Op 12 januari 1893 nam de Franse president Sadi Carnot het besluit dat op deze plaats een brug moest worden gebouwd. De brug is daarna tussen 1895 en 1897 gebouwd. Voor de bouw waren Amédée Alby, Paul Rabel en Jean Résal verantwoordelijk.
Toen de brug af was, was het de brug met de langste overspanning ter wereld.

## Trivia
- Guillaume Apollinaire heeft over de Pont Mirabeau een gedicht geschreven, Georges Brassens heeft er een lied over geschreven.

## Afbeeldingen

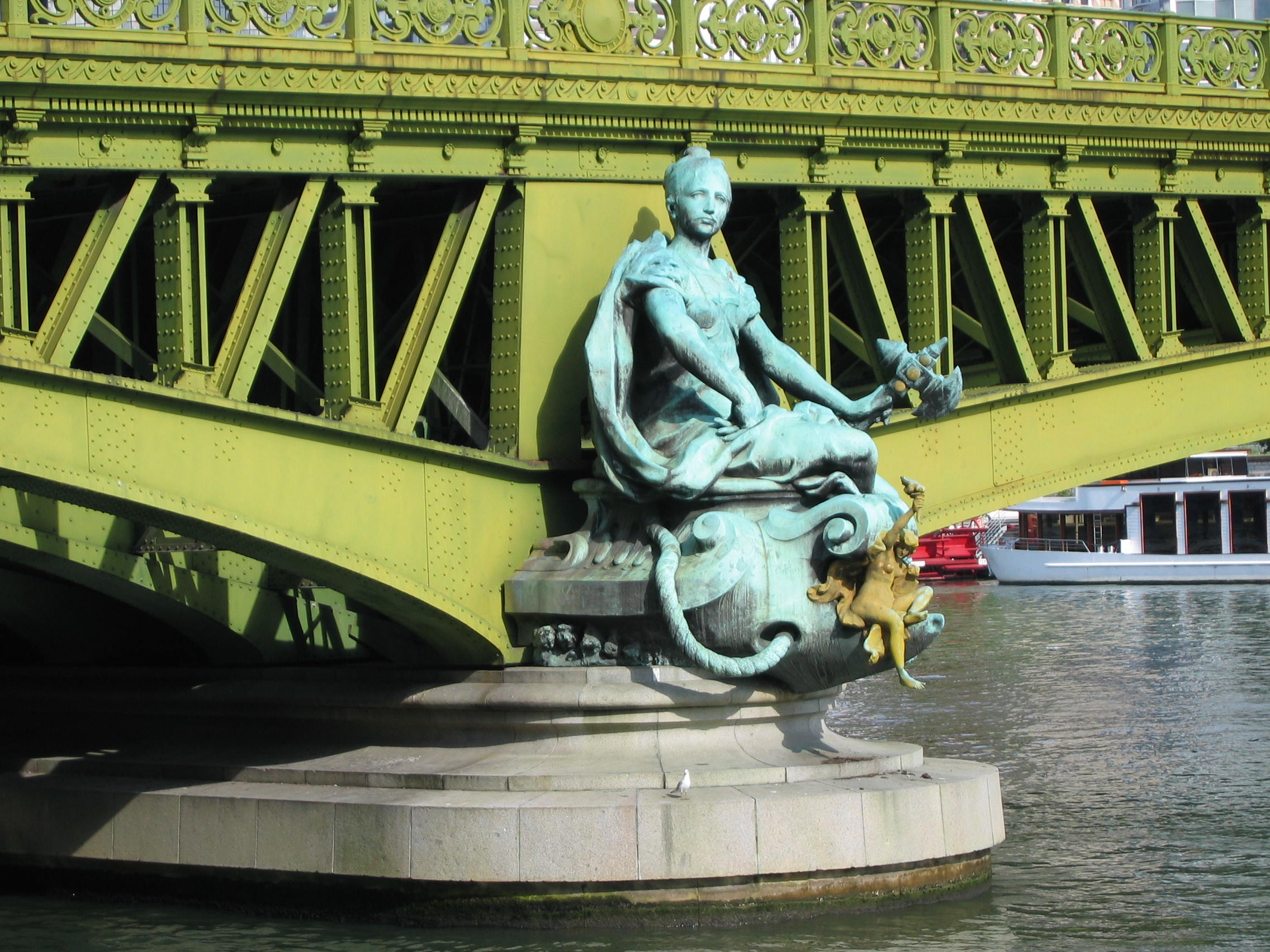
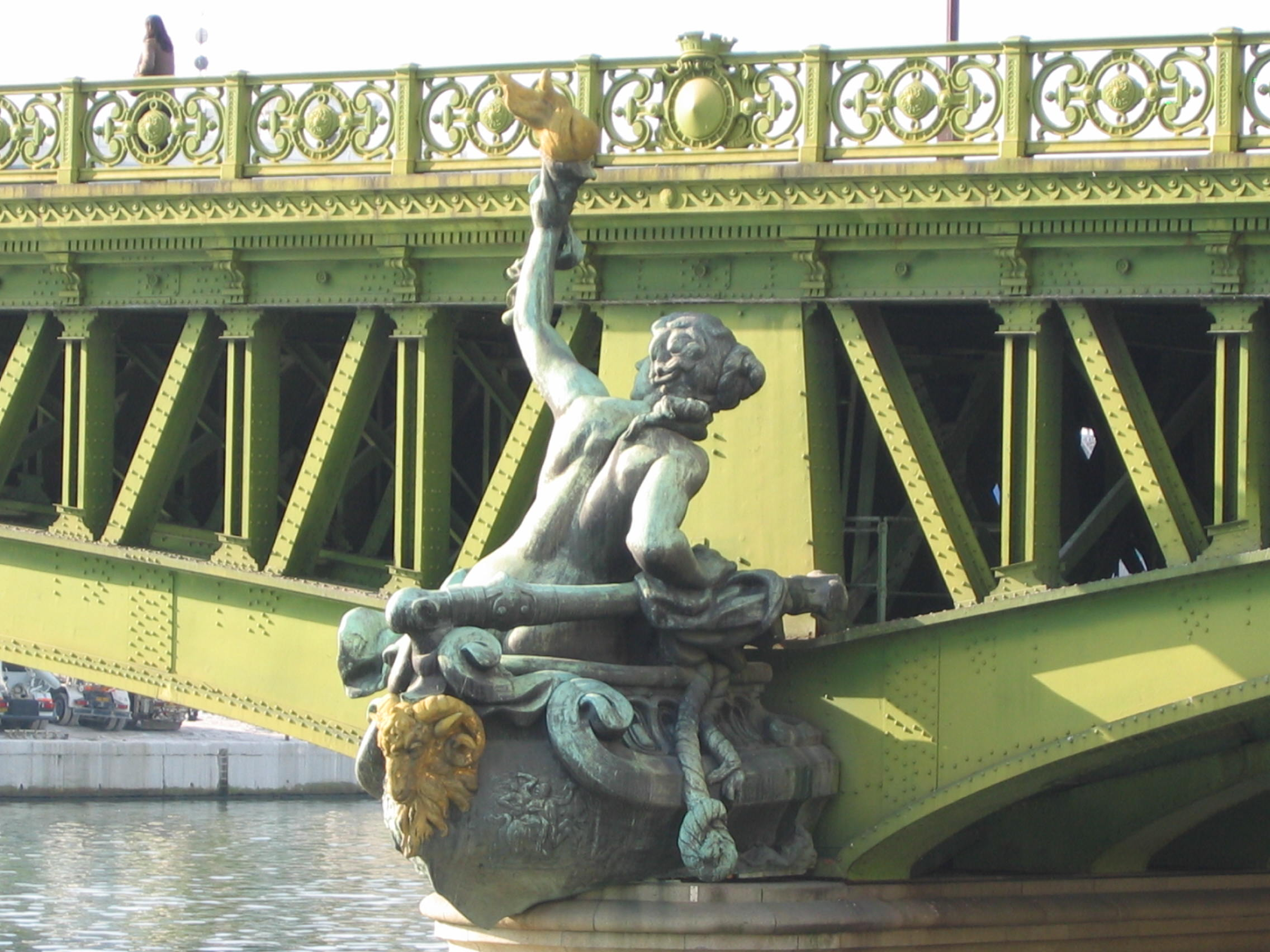
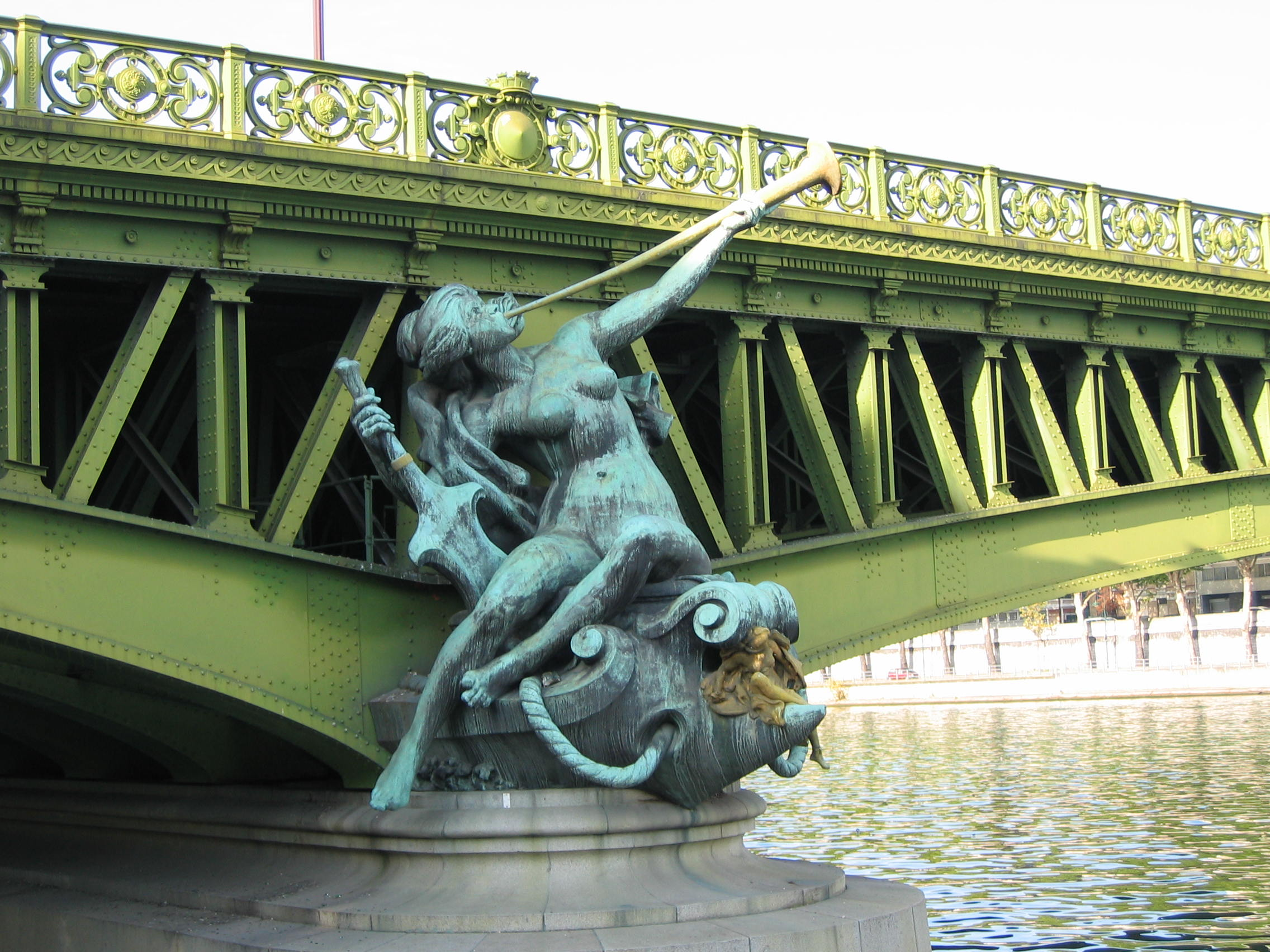
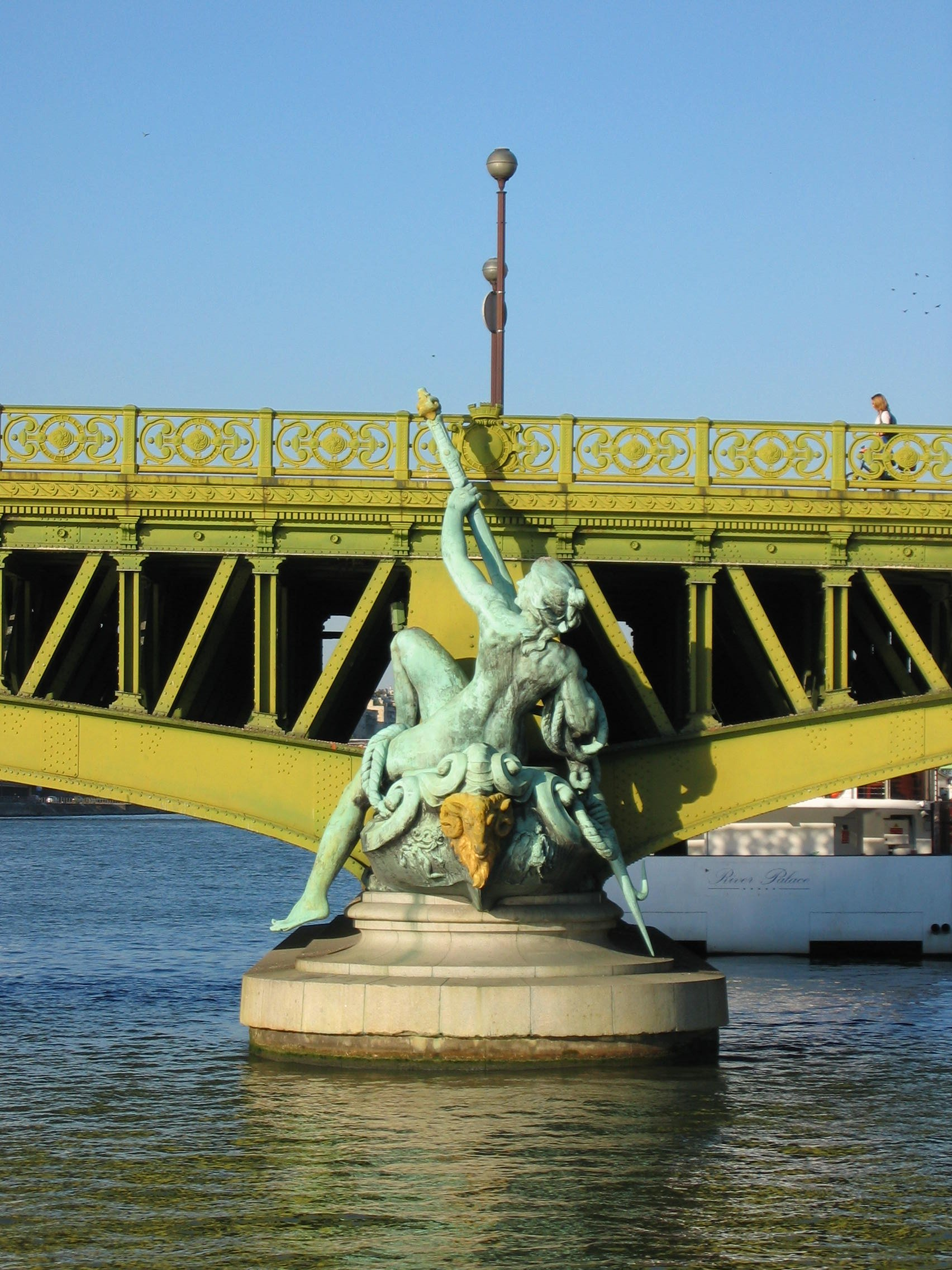

Pont Amont ·
Pont Alexandre-III ·
Pont de l'Alma ·
Pont de l'Archevêché ·
Pont d'Arcole ·
Pont des Arts ·
Pont d'Austerlitz ·
Viaduc d'Austerlitz ·
Pont Aval ·
Pont de Bercy ·
Pont de Bir-Hakeim ·
Pont du Carrousel ·
Pont au Change ·
Pont Charles-de-Gaulle ·
Pont de la Concorde ·
Passerelle Debilly ·
Pont au Double ·
Pont du Garigliano ·
Pont de Grenelle ·
Pont d'Iéna ·
Pont des Invalides ·
Passerelle Léopold-Sédar-Senghor ·
Pont Louis-Philippe ·
Pont Marie ·
Pont Mirabeau ·
Pont National ·
Pont Neuf ·
Pont Notre-Dame ·
Petit-Pont ·
Pont Rouelle ·
Pont Royal ·
Pont Saint-Louis ·
Pont Saint-Michel ·
Passerelle Simone-de-Beauvoir ·
Pont de Sully ·
Pont de Tolbiac ·
Pont de la Tournelle
Zie ook: Bruggen in Parijs · Lijst van bezienswaardigheden in Parijs · Seine · Rive Gauche · Rive Droite